# کانون وکلای دادگستری استانبول
کانون وکلای استانبول (به ترکی استانبولی: İstanbul Barosu) یک کانون وکلای داوطلبانه مستقر در استانبول، ترکیه است. با ۲۹۰۰۰ عضو یکی از بزرگترین کانون‌های وکلا در ترکیه است. این انجمن عضو کانون وکلای ترکیه است.
این انجمن از سال ۱۹۱۱ مجله منتشر می‌کند و از سال ۱۹۲۵ استانبول باروسو در گیسی را منتشر کرده‌است ("مجله کانون وکلا استانبول").
در سال ۲۰۱۳ رئیس و هیئت مدیره انجمن به اتهام تلاش برای تحت تأثیر قرار دادن اعضای قوه قضاییه در دادگاه "Sledgehammer" متهم شدند، پس از مداخله در جلسه ۲۰۱۲، خواستار محاکمه عادلانه شدند. اتحادیه وکلای دادگستری برای دموکراسی و حقوق بشر در اروپا می‌گوید مداخله آنها قانونی بوده‌است.